# Gonzen

Gonzen, Naus-Grube

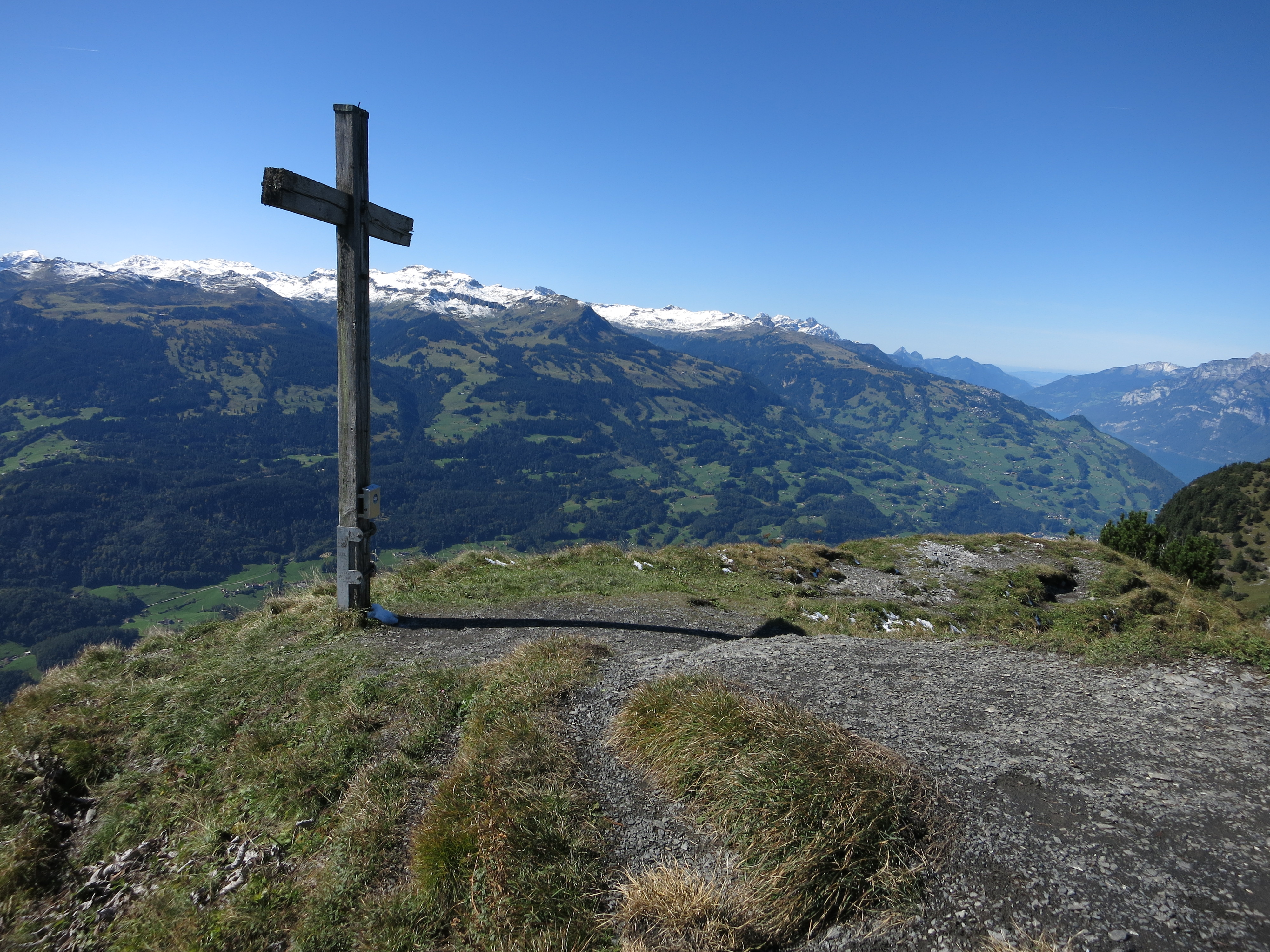
Auf dem Gipfel

Der Gonzen ist ein Berggipfel im Kanton St. Gallen in der Schweiz auf 1830 m ü. M. Er steht als südöstliches Ende der Alviergruppe im Norden von Sargans wie ein Keil zwischen den je auf gleicher Höhe liegenden Seez- und Rheintal und ist damit ein exponierter Aussichtsgipfel. Nördlich verläuft sich der Gonzen in der Hochebene, die auf der Westseite vor der Gipfelkette vom Gauschla bis zum Gamsberg liegt, und ist davon nur um 160 Höhenmeter abgesetzt, was eine leichte Zugänglichkeit bedeutet.
Am Gonzen wurden früher Eisen- und Manganerze abgebaut, das Eisenbergwerk Gonzen ist heute ein Schaubergwerk.